# George Crownshaw
George Crownshaw (17 tháng 4 năm 1908 – tháng 10 năm 1992) là một cầu thủ bóng đá thi đấu cho Huddersfield Town & Luton Town. Ông sinh ra ở Sheffield, Nam Yorkshire.